# Anselmo Citterio
Anselmo Citterio (ur. 19 maja 1927 w Desio, zm. 2 października 2006 tamże) – włoski kolarz torowy, wicemistrz olimpijski.

## Kariera
Największy sukces w karierze Anselmo Citterio osiągnął w 1948 roku, kiedy wspólnie z Arnaldo Benfenatim, Guido Bernardim i Rino Puccim wywalczył srebrny medal w drużynowym wyścigu na dochodzenie podczas igrzysk olimpijskich w Londynie. W wyścigu finałowym reprezentanci Włoch ulegli jedynie ekipie Francji. Był to jedyny medal wywalczony przez Citterio na międzynarodowej imprezie tej rangi oraz jego jedyny start olimpijski. Nigdy nie zdobył medalu na torowych mistrzostwach świata.